# General Belgrano megye (Chaco)
General Belgrano egy megye Argentínában, Chaco tartományban. A megye székhelye Corzuela. A megye nevét Belgrano Manuel (1770. június 3.–  1820. június 20.) argentin jogász, politikus és katonai vezető tiszteletére kapta. A megyét elnöki rendelettel 1917. április 30-án hozták létre.

## Települések
A megye egyetlen nagyobb településből (Localidades) áll:
- Corzuela

Kisebb települései (Parajes):